# Merosargus gracilior
Merosargus gracilior är en tvåvingeart som beskrevs av James 1971. Merosargus gracilior ingår i släktet Merosargus och familjen vapenflugor. Inga underarter finns listade i Catalogue of Life.